# Mitko Todorov
Mitko Todorov   () és un jugador de voleibol búlgar, ja retirat, que va competir durant les dècades de 1970 i 1980.
El 1980 va prendre part en els Jocs Olímpics d'Estiu de Moscou, on guanyà la medalla de plata en la competició de voleibol. En el seu palmarès també destaquen dues medalles de bronze en el Campionat d'Europa de voleibol, el 1981 i 1983.
A nivell de clubs jugà al Levski Sofia (1978-1985), equip amb el què guanyà dues lligues i dues copes búlgares, i en diferents equips italians fins al 1990.